# Patrick Artero
Patrick Artero (* 26. April 1950 in Vietnam) ist ein französischer Jazztrompeter, Kornettist und Flügelhorn-Spieler. Er spielte im Oldtime Jazz, Swing, aber auch Modern Jazz, Unterhaltungsmusik und lateinamerikanische Musik. Er ist auch Komponist, unter anderem auf seinen drei Jazz-Alben unter eigenem Namen in den 2000er Jahren.

## Leben und Wirken
Artero (der spanische Wurzeln hat) wuchs in Algerien und Frankreich auf und lernte mit zehn Jahre Trompete zu spielen. 1969 wurde er für vier Jahre Mitglied der noch heute existierenden Oldtime-Jazz-Band Les Haricots Rouge. Danach war er in den siebziger Jahren Mitglied des Septetts von Michel Attenoux, kam dort in Kontakt mit vielen bekannten Musikern des französischen Mainstream Jazz und begleitete viele US-amerikanische Jazzlegenden. Zeitweise war er Solist in der Big Band von Claude Bolling. 1977 spielte er in der Anachronic Jazz Band, als diese den Prix Sidney Bechet erhielt.
Er komponierte und arrangierte auch für Film und Fernsehen und trat in einem französischen Fernsehfilm über Bix Beiderbecke als Schauspieler auf. In den 1980er Jahren wandte er sich lateinamerikanischer Musik (wie Salsa) zu und leitete eine eigene Band, mit denen er zum Beispiel die senegalesisch-französische Band Touré Kunda, Alpha Blondy und die Zouk-Bands  Kassav’ und Zouk Machine sowie Varieté-Künstler begleitete.
In den 1990er Jahren wandte er sich wieder mehr dem Jazz zu. Er spielte in der Paris Barcelona Swing Connection, in der er mit Frank Wess und Wild Bill Davis aufnahm, spielte in den Collegiens von Sacha Distel und mit der Big Band von Gérard Badini, in der 1993 gegründeten Big Band des Schlagzeugers François Laudet und in der des Saxophonisten Michel Pastre. Weiter spielte er im Megaswing Quintet und bei Mambo Mania sowie mit dem Orchester von Paul Mauriat, trat aber auch weltweit auf Jazzfestivals als Solist auf. Er trat aber auch viel im französischen Fernsehen als Begleitmusiker auf u. a. von Serge Gainsbourg, Eddy Mitchell, bei Michel Legrand und Dizzy Gillespie und begleitete Henri Salvador auf dessen Abschiedstournee.
In Deutschland spielte er in einem gemeinsamen Quintett mit dem Saxophonisten Matthias Seuffert und war auch im Swingtette von Flip Gehring zu hören.
2009 erhielt er den Publikumspreis bei Les Victoires du Jazz. Er lebt in Deutschland und ist mit einer Deutschen verheiratet.

## Diskografische Hinweise
- Artero/Brel, Nocturne 2007 (eine Hommage an Jacques Brel)
- Artero Vaudoo, Plus Loin 2009 (den afrikanischen spirituellen Ursprüngen des Voodoo gewidmet und seiner Verbindung nach New Orleans zum frühen Jazz)[3]
- 2 Bix but not too Bix, Nocturne 2004 (erhielt 2004 den Prix Boris Vian der Academie du Jazz, Hommage an Bix Beiderbecke)